# Yuta Abe
Yuta Abe (安部 雄大 Abe Yuta?), född 31 juli 1974 i Yamaguchi prefektur, är en japansk före detta fotbollsspelare.
Abe började sin karriär 1993 i Sanfrecce Hiroshima. 1998 flyttade han till Vissel Kobe. Efter Vissel Kobe spelade han för Yamaguchi Teachers. Han avslutade karriären 2001.